# Jambon persillé
Le jambon persillé, ou jambon de Pâques ou jambon de Bourgogne, est un plat de charcuterie traditionnel de la cuisine bourguignonne. Il est élaboré traditionnellement à partir de viande de porc enrobée de gelée persillée.

## Historique
À l’origine de fabrication familiale, ce produit — assez proche dans sa conception du fromage de tête — se prépare en Côte-d'Or et dans la région dijonnaise, en particulier à Beaune, à l’occasion des fêtes de Pâques depuis le XIVe siècle.

## Ingrédients
La viande utilisée provient de la cuisse (jambonneau) ou de l'épaule (palette) de première qualité. La viande est cuite dans un bouillon contenant du vin blanc de Bourgogne, de la moutarde et du vinaigre de vin. On ajoute pendant cette étape des pieds de veau ou de porc, pour en extraire la gélatine naturelle qu'ils contiennent, et qui servira à faire prendre la gelée une fois refroidie. Un bouquet garni, de l'ail, de l'oignon et des carottes y sont adjoints.
Une fois cuite, la viande est tranchée grossièrement en lanières ou cubes de quelques centimètres de diamètre. 
La gelée persillée est réalisée à partir du bouillon de cuisson de la viande. Lorsque la terrine est montée par étages successifs de viande et de couches de persil, le bouillon tiède est versé sur le tout. La terrine est mise en presse au frais afin qu'elle puis prendre en masse. 

## Conservation
Le bouillon contenant du vin blanc de Bourgogne, de la moutarde et du vinaigre de vin aide à une meilleure conservation du plat par l'acidité de ces ingrédients. La cuisson de la viande dans ce bouillon permet de l'en imprégner. La terrine doit reposer entre 24 et 48 heures avant le service, sa conservation peut durer plusieurs semaines dans de bonnes conditions.

## Production
La production à l'origine familiale et fermière est aujourd'hui majoritairement industrielle. La production par cette filière est de 150 tonnes en 1988 à l'origine du regroupement de gros producteurs. En 2016, elle est de 2 000 tonnes environ, dont une entreprise en produit 50 % à elle seule.